# Yan Ji
Yan Ji (en chino: 閻姬; fallecida el 28 de febrero de 126), formalmente emperatriz Ansi (en chino: 安思皇后, lit. 'la emperatriz pacífica y de pensamiento profundo'), fue una emperatriz durante la dinastía Han Oriental. Su marido era el emperador An. Era conocida por su comportamiento conspirativo y nepotista, tanto como emperatriz como -brevemente- emperatriz viuda regente. Gobernó como regente durante siete meses durante el gobierno del marqués de Beixiang en 125. Sin embargo, su plan, junto con el de sus hermanos, de mantenerse en el poder durante mucho tiempo finalmente resultó en un fracaso y en la muerte de los miembros de su clan.

## Antecedentes familiares y matrimonio con el emperador An
El padre de Yan Ji, Yan Chang (en chino: 閻暢), era hijo de Yan Zhang (en chino: 閻章), un funcionario del emperador Ming cuyas dos hermanas eran consortes imperiales, y que fue descrito como un funcionario capaz cuya promoción, sin embargo, fue detenida por el emperador Ming, que no quería parecer nepotista.
Cuando la señora Yan era joven, la describían como inteligente y hermosa. En 114, fue seleccionada como consorte imperial del emperador An, que tenía 20 años, y rápidamente se convirtió en su favorita. El 1 de junio de 115, creó a su emperatriz, aunque también fue descrita como celosa, hasta el punto de que ese año envenenó a la consorte Li, que había dado a luz a un hijo del emperador, Liu Bao (en chino: 劉保).

## Como emperatriz
Durante la mayor parte del reinado del emperador An, fue eclipsado principalmente por su regente, la emperatriz viuda Deng Sui. Pero después de la muerte de la emperatriz viuda Deng en abril de 121, afirmó su autoridad y puso en el poder a varias personas de su confianza para desplazar a la familia de la difunta emperatriz viuda, muchos de los cuales se vieron obligados a suicidarse. Entre estas confiadas personas se encontraban los hermanos de la emperatriz Yan, Yan Xian (en chino: 閻顯), Yan Jing (en chino: 閻景), Yan Yao (en chino: 閻耀) y Yan Yan (en chino: 閻晏), todos eran poderosos, particularmente Xian, que era a la vez confiable y poderoso. La propia emperatriz Yan influyó mucho en las acciones de su marido, en detrimento del imperio. La emperatriz Yan con su familia y junto a los eunucos Jiang Jing (en chino: 江京) y Li Run (en chino: 李閏) y su nodriza Wang Sheng (en chino: 王聖), dirigieron de facto la administración imperial y aprovecharon la oportunidad para tomar el poder y riquezas para ellos mismos. El emperador An se dejó aconsejar por ellos, especialmente por los consejos de la emperatriz Yan Ji, incluso si ese consejo tenía consecuencias negativas, en detrimento del consejo de sus experimentados y benévolos funcionarios clave. Se dice que Yan Ji intentó desde el principio hacerse con el poder tras la muerte de su marido y trató de eliminar a la oposición, establecer a su propio clan en puestos clave y reunir a un grupo de funcionarios, generales y eunucos cercanos al emperador fallecido. En 124, acusó falsamente de crímenes al príncipe Bao, de nueve años, que había sido nombrado príncipe heredero porque era el único hijo del emperador An, y el emperador An depuso al príncipe Bao y lo nombró Príncipe de Jiyin. Después de esto, la emperatriz Yan, con la ayuda de su familia y un equipo de cortesanos aliados con ella, organizó todo el palacio e incluso el gobierno según su voluntad que sentó las bases para su posterior ascenso al poder.

## Como emperatriz viuda y regente
En abril de 125, el emperador An murió repentinamente durante un viaje a Wancheng (en chino: 宛城, en la actual Nanyang, Henan). La emperatriz, que estaba con él, no anunció de inmediato su muerte, sino que conspiró con sus hermanos y los poderosos eunucos Jiang Jing y Fan Feng (en chino: 樊豐), para encontrar una alternativa al príncipe Bao, que de otro modo se convertiría en el sucesor natural de su padre. Eligieron a un joven primo del emperador An, Liu Yi (en chino: 劉懿), marqués de Beixiang, y el marqués Yi fue nombrado emperador en vez del príncipe Bao. (Habían tomado esta decisión porque el Marqués de Beixiang era joven y fácil de controlar).
Con la muerte de su marido y la ascensión de Liu Yi (intitulado como emperador Shao), la emperatriz viuda Yan logró su ambición de su vida y asumió el poder como regente para comenzar a gobernar oficialmente. Los Yan, trabajando con los Jiang, rápidamente actuaron para hacerse con más poder. Acusaron falsamente de crímenes a otras personas de confianza del emperador An, incluido su tío adoptivo Geng Bao (en chino: 耿寶), su nodriza Wang Sheng y al eunuco Fan. Fan, que fue ejecutado, mientras que Geng y Wang fueron exiliados con sus familias. Los Yan estaban firmemente en el poder, o eso pensaban. Una enfermedad grave del joven emperador frustraría sus planes.
El eunuco Sun Cheng (en chino: 孫程), creyendo que el Príncipe Bao era el emperador adecuado y sabiendo que el joven emperador estaba enfermo, formó una conspiración con el asistente del Príncipe Bao, Changxing Qu (en chino: 長興渠) y varios otros eunucos con la intención de restaurar al Príncipe Bao. Cuando, a finales de año, murió el joven emperador, la emperatriz Yan y sus hermanos tampoco anunciaron su muerte, sino que convocaron a los hijos de los príncipes imperiales a la capital, con la intención de pasar nuevamente por alto al príncipe Bao. Varios días después, Sun y 18 de sus compañeros eunucos realizaron un ataque sorpresa al palacio, matando a Jiang y a varios eunucos de su causa y obligando a su colega Li Run (en chino: 李閏) a liderar su golpe de Estado. Dieron la bienvenida al príncipe Bao al palacio y lo declararon emperador (intitulado como Emperador Shun). Durante varios días, las fuerzas de los eunucos lucharon con las fuerzas de la emperatriz viuda, y finalmente derrotaron a la emperatriz viuda y a sus hermanos. El clan Yan fue masacrado, mientras que la emperatriz viuda Yan fue confinada en su palacio.

## Muerte
Algunos funcionarios aconsejaron al emperador Shun que destituyera a la emperatriz viuda Yan de su título de emperatriz viuda. Después de considerarlo un poco, el emperador Shun rechazó tal acción y continuó tratándola con los honores debidos a una emperatriz viuda. Sin embargo, quizás por miedo y de luto por su familia, murió en febrero de 126 y fue enterrada con su marido, el emperador An.